# Hirohito Nakamura
Hirohito Nakamura (født 9. maj 1974) er en tidligere japansk fodboldspiller.
Han har spillet for flere forskellige klubber i sin karriere, herunder Gamba Osaka og Mito HollyHock.